# Limnonectes bannaensis
Limnonectes bannaensis — вид жаб родини Dicroglossidae. Описаний у 2007 році.

## Поширення
Вид поширений на півдні Китаю (південний і західний Юньнань, південно-західний і південно-східний Гуансі, а також західний і центральний Гуандун), в Лаосі, Таїланді і В'єтнамі. Мешкає вздовж струмків у гірських районах на висоті 320—1100 м над рівнем моря.

## Опис
Самці завдовжки 68–88 мм, самиці — 56–67 мм. Шкіра на спині гладка, лише з кількома тонкими складками та кількома невеликими округлими горбками, розкиданими ззаду. Забарвлення спини коричневе або сіро-коричневе, з чорними смугами на ділянках навколо складок. Черево плямисте.